# Крістіан Фабер-Род
Крістіан Фабер-Род (1943) — данський дипломат. Надзвичайний і Повноважний Посол Королівства Данії в Україні

## Біографія
Народився в 1943 році. Отримав вищу юридичну освіту.
З 1973 по 1976 — секретар посольства Данії в Москві (СРСР).
З 1976 по 1979 — завідувач сектору МЗС Королівства Данії.
З 1979 по 1982 — радник посольства Королівства Данії у Варшаві (Польща).
З 1982 по 1987 — завідувач сектору МЗС Королівства Данії.
З 1987 по 1988 — голова Секретаріату правління Західно-Європейського співробітництва у галузі високих технологій.
З 1988 по 1990 — завідувач сектору МЗС Королівства Данії.
З 1990 по 1992 — завідувач відділу МЗС Королівства Данії.
З 1992 по 1997 — Надзвичайний і Повноважний Посол Королівства Данії в Києві (Україна).
З 1992 по 1996 — Надзвичайний і Повноважний Посол Королівства Данії у Вірменії та Грузії за сумісництвом.
З 2002 по 2006 — Надзвичайний і Повноважний Посол Королівства Данії у Софії (Болгарія).
З 2002 по 2005 — Надзвичайний і Повноважний Посол Королівства Данії в Україні за сумісництвом.
З 2004 по 2006 — Надзвичайний і Повноважний Посол Данії у Грузії за сумісництвом.
З 2004 по 2006 — Надзвичайний і Повноважний Посол Королівства Данії у Вірменії за сумісництвом.